# Jean-Pierre Gallati
Pour les articles homonymes, voir Gallati.
Jean-Pierre Gallati, né le 24 août 1966 à Muri (originaire de Glaris Nord) est une personnalité politique suisse, membre de l'Union démocratique du centre (UDC).

## Biographie
Jean-Pierre Gallati naît le 24 août 1966 à Muri, dans le canton d'Argovie. Il est originaire de Glaris Nord. Il grandit à Waltenschwil. Son père y est pendant seize ans le maire de la commune. 
Après sa maturité gymnasiale (de type A, latin-grec) obtenue à Aarau en 1986, il fait des études de droit à l'Université de Zurich et y décroche une licence en 1993. Il est titulaire du brevet d'avocat pour le canton d'Argovie depuis 1994,. 
Il travaille d'abord trois ans pour le Département cantonal des constructions,, puis exerce la profession d'avocat dans un cabinet à Berikon de 1999 à 2019. 
Il a le grade de major à l'armée,. 
Il habite à Wohlen. Il est marié et père d'un enfant. 

## Parcours politique
Il adhère au Parti radical-démocratique à l'âge de 16 ans. Dix ans plus tard, le vote sur l'adhésion de la Suisse à l'Espace économique européen lui fait prendre conscience qu'il est plus proche des idées de l'UDC. Il rejoint ce parti en 2003. 
Il siège du Conseil communal (exécutif) de Wohlen de janvier 2006 à décembre 2015 et député au Grand Conseil du canton d'Argovie de mai 2009 à novembre 2019, où il est membre de la commission de la santé et des affaires sociales et chef du groupe UDC à partir de 2015,,. Il y a la réputation d'un homme qui fait peu de compromis. 
Il est élu au Conseil national en octobre 2019, où il siège à la Commission de la science, de l'éducation et de la culture (CSEC). Peu de temps après, le 24 novembre 2019, il est élu au Conseil d'État argovien au deuxième tour de l'élection complémentaire visant à remplacer Franziska Roth. Il termine juste devant la candidate socialiste Yvonne Feri (77 462 voix contre 75 869). À la suite de son élection, le gouvernement argovien ne comporte à nouveau plus que des hommes.  
Il prend ses fonctions à la tête du Département de la santé et des affaires sociales le 16 décembre 2019 et démissionne début 2020 de sa fonction de conseiller national.  